# Dipartimento di Cabañas
Il dipartimento di Cabañas è uno dei 14 dipartimenti di El Salvador, istituito il 10 febbraio 1873. Si trova nella parte centrale del paese.

## Comuni del dipartimento
- Cinquera
- Dolores
- Guacotecti
- Ilobasco
- Jutiapa
- San Isidro
- Sensuntepeque (capoluogo)
- Tejutepeque
- Victoria